# Ванчский хребет
Ванчский хребет (тадж. Қаторкӯҳи Ванҷ) — горный хребет на Западном Памире, расположенный в Ванчском районе Горно-Бадахшанской автономной области Республики Таджикистан.
Хребет протягивается от южного конца хребта Академии Наук до реки Пяндж, между реками Ванч и Язгулем. Протяжённость составляет около 85 км. Высоты — более 5000 м.
Хребет сложен гранитами, песчаниками и конгломератами. Склоны крутые, изрезаны ущельями. На склонах произрастают можжевельник, шиповник, боярышник. Выше 4000 м хребет покрыт ледниками (общей площадью около 164 км²).